# ROSE (HANAの曲)
「ROSE」（ローズ）は、HANAの楽曲。2025年4月23日にメジャーデビューシングルとして販売開始された。

## 概要
BMSG主催のオーディション番組『No No Girls』から誕生した7人組ガールズグループ・HANAのメジャーデビューシングルである。
2025年4月2日に表題曲が先行配信され、同日18:00にミュージックビデオがプレミア公開された。
同月23日にはSony Music Labelsより
【初回生産限定盤A】(CD＋Blu-ray）、
【初回生産限定盤B】(CD＋Blu-ray）、
【通常盤】(CD）の3形態でリリースされた

## 楽曲解説

### ROSE
HANAのデビューシングル。2025年4月2日にデジタルシングル、同月23日にCDがリリースされた。
3月27日から6日間、デジタルキャンペーンが開催されていた。
4月下旬には「ROSE」発売記念として対象店舗にてCDショップキャンペーンが行われた。
「ROSE」は、どんな姿でも、どんな環境でも、力強く生き抜きたいという思いが込められた楽曲であり、その中で感じる辛さや美しさ、さまざまな感情が自分の中で交錯しながらも、最終的にはそのすべての自分を愛し、しっかりと生き抜いていくという強い意志が表現されている。

#### ミュージックビデオ
MVの監督はキム・マンジョが務めており、韓国で撮影された。このMVは、さまざまなセットの中で撮影されたメンバーのソロシーンや泥の中でパフォーマンスする姿など、見どころ満載の映像に仕上がっている。

### Drop
2曲目に収録。HANAのプレデビュー曲であり、2025年1月31日にリリースされた。また、当楽曲は『No No Girls』最終審査楽曲でもある。
2025年1月12日に当楽曲のリリースが決定、同月19日にリリース日が発表された。
1月28日～30日にはリリース記念としてデジタルキャンペーンが開催された。
1月31日21:00には「Drop」リリース記念としてYouTubeで初配信が行われた。また、2月4日からは『HANA特集AWAラウンジ』が開催された。
2月9日20:00にはミュージックビデオが公開された。
また、当楽曲は2025年1月19日放送の『シューイチ』にてHANAとして初披露となった。

### Tiger
3曲目に収録。『No No Girls』の審査楽曲であり、当シングルにてサブスク解禁となる。

## チャート成績

### ROSE
Billboard JAPANでは4月9日公開チャートにてDL,ST2位､ラジオ17位､動画1位を記録し首位デビューとなった。また、CD盤が発売されてからは再び首位を獲得した。
当楽曲はリリースから14週でストリーミング再生1億回を突破しており、国内ダンス＆ボーカルグループとしては最速となる。

## 収録内容
| #         | タイトル  | 作詞                   | 作曲                                      | 時間 |
| --------- | --------- | ---------------------- | ----------------------------------------- | ---- |
| 1.        | 「ROSE」  | CHANMINA Sofia Quinn   | CHANMINA Adam Kapit Sofia Quinn           | 2:45 |
| 2.        | 「Drop」  | ちゃんみな             | ちゃんみな JIGG                           | 2:29 |
| 3.        | 「Tiger」 | CHANMINA Jasmine Crowe | CHANMINA Ryosuke“Dr.R”Sakai Jasmine Crowe | 3:10 |
| 合計時間: | 合計時間: | 合計時間:              | 合計時間:                                 | 8:24 |

| #  | タイトル                     | 作詞 | 作曲・編曲 |
| -- | ---------------------------- | ---- | ---------- |
| 1. | 「ROSE –Music Video-」       |      |            |
| 2. | 「ROSE -Performance Video-」 |      |            |

| #  | タイトル                     | 作詞 | 作曲・編曲 |
| -- | ---------------------------- | ---- | ---------- |
| 1. | 「ROSE –Music Video-」       |      |            |
| 2. | 「ROSE –Behind The Scenes-」 |      |            |